# Инари-саамски език
Инари-саамският език е саамски език, който се говори в Северна Финландия.
Застрашен е от изчезване, макар че е обявен за официален език във финландската провинция Инари. Преподава се на деца още в детската градина, но само като втори чужд език.
От 2007 г. на инари-саамски пее рапърът Микал Моротая (сценично име Амок). На 6 февруари 2007 г. излиза първият компактдиск с рап-музика на този език.

## Писменост
Използва се латиница от 1859 г., когато е преведена Библията.

## Граматични особености
Не се различава особено от останалите балто-фински и саамски езици.